# Pyrenopsis triptococca
Pyrenopsis triptococca är en lavart som beskrevs av Nyl. Pyrenopsis triptococca ingår i släktet Pyrenopsis och familjen Lichinaceae.   Inga underarter finns listade i Catalogue of Life.